# 雷姆达-泰谢尔
雷姆达-泰谢尔（德語：Remda-Teichel，發音：[ˈʁɛmda ˈtaɪçl̩]）是德国图林根州萨尔费尔德-鲁多尔施塔特县曾经的一个市镇，面积79.76平方千米，2017年12月31日人口为2,898人。2019年1月1日，雷姆达-泰谢尔并入市镇鲁多尔施塔特。